# The Root of All Evil
The Root of All Evil är ett studioalbum av det svenska metal-bandet Arch Enemy, utgivet den 28 september 2009 på Century Media Records. Albumet innehåller nyinspelade låtar från bandets tre första album; Black Earth, Stigmata och Burning Bridges. Producerad av medlemmarna själva och mixad av Andy Sneap.

## Låtlista
1. "The Root of All Evil" (intro) – 1:06
2. "Beast of Man" (Text: Michael Amott. Musik: Michael Amott/Christopher Amott) – 3:45
3. "The Immortal" (Text: Johan Liiva/Michael Amott. Musik: Christopher Amott/Michael Amott) – 3:47
4. "Diva Satanica" (Text: Michael Amott. Musik: Michael Amott/Christopher Amott) – 3:48
5. "Demonic Science" (Text: Michael Amott. Musik: Michael Amott/Christopher Amott) – 5:24
6. "Bury Me an Angel" (Text: Michael Amott. Musik: Michael Amott) – 4:25
7. "Dead Inside" (Text: Michael Amott. Musik: Michael Amott/Christopher Amott) – 4:24
8. "Dark Insanity" (Text: Johan Liiva. Musik: Michael Amott/Johan Liiva) – 3:25
9. "Pilgrim" (Text: Michael Amott. Musik: Michael Amott/Christopher Amott) – 4:50
10. "Demoniality" (Musik: Michael Amott) – 1:40
11. "Transmigration Macabre" (Text: Michael Amott. Musik: Michael Amott) – 3:33
12. "Silverwing" (Text: Michael Amott. Musik: Michael Amott/Christopher Amott) – 4:22
13. "Bridge of Destiny" (Text: Michael Amott. Musik: Michael Amott/Christopher Amott) – 7:5

## Banduppsättning
- Angela Gossow - sång
- Michael Amott - gitarr
- Christopher Amott - gitarr
- Sharlee D'Angelo - elbas
- Daniel Erlandsson - trummor